# Station Warszawa Włochy
Station Warszawa Włochy is een spoorwegstation in het stadsdeel Włochy in de Poolse hoofdstad Warschau.